# Ondrej Drescher
Ondrej Drescher (* 1977 in Wolfen) ist ein deutscher zeitgenössischer Maler.

## Leben
1998 bis 2008 besuchte er die Hochschule für Grafik und Buchkunst in Leipzig. 1998 bis 2005 war er in der Fachklasse Malerei bei Arno Rink, von 2005 bis 2008 war er Meisterschüler bei Neo Rauch. Seit 2008 lebt er als freischaffender Maler in Leipzig und Berlin. 2010 wurde er für ein Zweitstudium der Veterinärmedizin an der FU-Berlin immatrikuliert.

## Stipendien
- 2010–11 einjähriges Arbeitsstipendium des Else-Heiliger-Fonds der Konrad-Adenauer-Stiftung Berlin